# Ligne M2 du métro de Bucarest
Pour les articles homonymes, voir Ligne M2.
La ligne M2 du métro de Bucarest est l'une des quatre lignes du réseau métropolitain de la ville de Bucarest. 

## Caractéristiques

### Stations
15 stations sont desservies du nord (Pipera) au sud (Berceni) de la ville dans l'ordre suivant :
- Pipera
- Aurel Vlaicu
- Aviatorilor
- Piața Victoriei
- Piața Romană
- Universitate
- Piața Unirii
- Tineretului
- Eroii Revoluției
- Constantin Brâncoveanu
- Piața Sudului
- Apărătorii Patriei
- Dimitrie Leonida
- Berceni
- Tudor Arghezi